# كاناي يوشي
كاناي يوشي (باليابانية: 吉井香奈恵؛ بالكانا: よしい かなえ) هي مغنية وعارضة وممثلة يابانية، ولدت في 8 أبريل 1993 في أوساكا في اليابان.

## وصلات خارجية
- كاناي يوشي على موقع ميوزك برينز (الإنجليزية)